# Ivan Banjavčić
Ivan Banjavčić (Barilović, 29. svibnja 1843. – Heidelberg, 7. listopada 1913.), hrvatski političar i dobrotvor. Podupirao je književnost i obrtništvo. U izvorima ga se spominje i pod imenom Ivan Banjavčević.
Gorljivi pristaša Ante Starčevića, u Karlovcu je slovio kao vođa tamošnjih pravaša, a njegova odvjetnička kancelarija, u kojoj je neko vrijeme radio i književnik Ante Kovačić, također pravaš. davala je više od tri desetljeća pečat pravaškom političkom životu u tom gradu. 
Od 1877. do 1906. karlovački je zastupnik, kao pravaš, u Hrvatskomu saboru. Četiri je puta uzastopce biran u Hrvatski sabor.
Banjavčić je bio prvi načelnik grada Karlovca proširenog upravnim općinama – Banijom i Švarčom. Bio je gradonačelnik grada Karlovca, u razdoblju kad su pravaši bili uspješni u Karlovcu. Od 1896. do 1920. pravaši su Karlovcu dali četvoricu gradonačelnika. Banjavčić je obnašao gradonačelničku dužnost od 1. ožujka 1903. do 9. srpnja 1908. Njegovom zaslugom grad dobiva 1908. električnu centralu na Kupi kod Ozlja, takozvanu Munjaru grada Karlovca. Po tom je pothvatu Karlovac dobio prije glavnog grada Zagreba električnu struju. Zatim je za njegova mandata izgrađen suvremeni vodovod u karlovačkom predgrađu, izgrađena je regulacijska osnova grada, te velika kanalizacijska mreža. 
Demisionirao je s dužnosti karlovačkog gradonačelnika 1908. zbog potpore omraženom hrvatskom banu Pavlu Rauchu. Banjavčić je bio voljan ugostiti bana kad je ovaj u srpnju 1908. prolazio kroz Karlovac odnosno kad je želio nazočiti ukidanju državnih mitnica (malta) u Mostanju i Dugoj Resi. Još u lipnju u Zagrebu su bile održane demonstracije protiv Raucha 18. lipnja 1903. Na karlovačkim demonstracijama prosvjednike su vodili karlovački oporbenjaci iz saborskih klupa Edo Lukinić, Božidar Vinković i Gustav Modrušan. Banjavčić je dolio ulje na vatru oslovivši bana Raucha "najhrvatskim banom poslije Mažuranića". Oporba je ovu izjavu ocijenila narodnom izdajom i zahtijevala ostavku. Banjavčić je to i učinio. Na njegovo mjesto došao je povjerenik Gjuro Horvat.
Umro je 1913. u Heidelbergu, a oporučno je svoj veliki imetak podijelio hrvatskim društvima, đacima, seljacima i obrtnicima. 